# طاهره طالقانی
طاهره طالقانی(۱۳۳۰-) با نام کامل طاهره علایی طالقانی فعال سیاسی، قرآن پژوه و دبیرکل جامعه زنان انقلاب اسلامی است.
طاهره علائی طالقانی کوچترین دختر سید محمود طالقانی، روحانی شیعه و از کنشگران ملی و مذهبی مخالف رژیم پهلوی است. وی در سال ۱۳۵۰ با محمد بسته نگار فعال سیاسی و سخنگوی شورای فعالان ملی مذهبی ازدواج کرد.
او در سال ۱۳۵۰ همراه خواهر دوقلویش طیبه و خواهر دیگرش اعظم مدرسه راهنمایی دخترانه را تأسیس کردند که تحت نظر بنیاد علایی در منطقه دو آموزش و پرورش فعالیت داشته و مدرسه ای اسلامی محسوب می‌شد این مدرسه بعد از انقلاب و پس از فوت محمود طالقانی به نام طالقانی و بعد بنام ام الحسنین تغییر نام یافت.
طاهره طالقانی از مخالفان حجاب اجباری بوده و در این مورد معتقد است که: هیچ مجازاتی در قرآن برای بی‌حجابی نداریم.